# Werner Ungerer
Pour les articles homonymes, voir Ungerer.
Werner Ungerer, né le 22 avril 1927 à Stuttgart et mort à Wachtberg le 21 avril 2014, est un diplomate et haut fonctionnaire allemand.

## Biographie
Ungerer fit ses études à l'université de technologie de Stuttgart. Il obtint son doctorat en sciences économiques à l'université de  Tübingen et un diplôme en Affaires européennes au Collège d'Europe à Bruges.
De 1952 à 1989, il parcourut une carrière au Ministère des Affaires Étrangères de la République fédérale d'Allemagne:
- 1954 : vice-Consul à Boston (USA)
- 1956 : consul à Bombay (India)
- 1958 : chef de département à Euratom (Bruxelles)
- 1964 : conseiller au Ministère des Affaires étrangères à Bonn chargé des relations avec les institutions européennes
- 1967 : chef du département Coopération technologique internationale (Bonn)
- 1970 : ministre plénipotentiaire et représentant permanent auprès des organisations internationales à Vienne
- 1975 : consul-Général à New York
- 1979 : directeur-général adjoint pour les Affaires européennes et la Coopération technologique internationale au Ministère des Affaires Étrangères(Bonn)
- 1984 : directeur-general pour les Affaires économiques internationales au Ministère des Affaires Étrangères (Bonn)
- 1985-1989 : ambassadeur et représentant permanent auprès des Communautés européennes à Bruxelles

Ungerer fut, de novembre 1990 à septembre 1993, recteur du Collège d'Europe à Bruges. 
Dans le cadre de ses activités officielles, il fut entre autres :
- Chef de délégation pour l'Allemagne fédérale au cours de nombreuses négociations bilatérales et multilatérales,
- Président du Comité 'Programmation et Budget' de la Conférence générale de l'IAEA (1974),
- Président du groupe OCDE au Comité permanent de l'UNIDO (1975),
- Président du Comité des représentants permanents auprès de la Commission européenne (1988).

## Publications
Ungerer a publié de nombreuses études consacrées à l'intégration européenne, les Nations unies et les problèmes énergétiques.
À mentionner :
- Das diplomatische Asyl in deutschen Vertretungen Lateinamerikas, Hamburg, Forschungsstelle für Völkerrecht und ausländ. öffentl. Recht,  Universität Hamburg, 1955
- Der Zins und seine Funktion im Kreislauf einer modernen Volkswirtschaft, Stuttgart / Brügge, 1951/52

## Privé
Ungerer était marié avec Irmgard Drenckhahn et ils eurent trois enfants.

## Référence
- Biographie de W. Ungerer sur le site du Collège d'Europe